# Mothocya bohlkeorum
Mothocya bohlkeorum là một loài chân đều trong họ Cymothoidae. Loài này được Williams & Bunkley-Williams miêu tả khoa học năm 1982.